# Libuň
Obec Libuň se nachází v okrese Jičín, kraj Královéhradecký, zhruba 7,5 km severozápadně od Jičína. Leží v Jičínské pahorkatině (podcelek Turnovská pahorkatina, okrsek Turnovská stupňovina); protéká jí na svém horním toku potok Libuňka. Žije zde 817 obyvatel.

## Historie
První písemná zmínka o obci pochází z roku 1369.

## Pamětihodnosti
- Památník Františka Kavána
- Kostel svatého Martina
- Sloup jezuity Burnatia
- Sloup se sousoším Nejsvětější Trojice, u nového hřbitova
- Fara
- Přírodní památka Libunecké rašeliniště

## Části obce
- Libuň včetně osad Svatý Petr a Šidloby
- Březka
- Jivany
- Libunec

## Sport
V obci působí fotbalový oddíl TJ Sokol Libuň, z.s. Od sezóny 2011/2012 působí v nejnižší soutěži okresu Jičín - III. třídě. V nedohrané sezóně 2019/2020 skončil na 7. místě z 10 účastníků. Oddíl má také družstva starších žáků, mladší a starší přípravky. Web klubu je www.sokollibun.cz

## Osobnosti
- Jan Jakubec (1862–1936), literární historik a kritik
- František Kaván (1866–1941), český krajinář
- Antonín Marek (1785–1877), obrozenecký spisovatel, působil v Libuni jako farář v letech 1823–1876
- Václav Pařík (1839–1901), lékař a komunální politik v Třebenicích na Litoměřicku
- Oldřich Oplt (1919–2001), český akademický malíř a profesor Akademie výtvarných umění v Praze, v letech 1947 a 1948 československý reprezentant ve sjezdu na lyžích
- Viktor Šuman (1882–1933), pedagog, novinář, malíř, umělecký kritik a překladatel, především ze skandinávských jazyků
- Josef Vinklář (1930–2007), český herec

## Fotogalerie

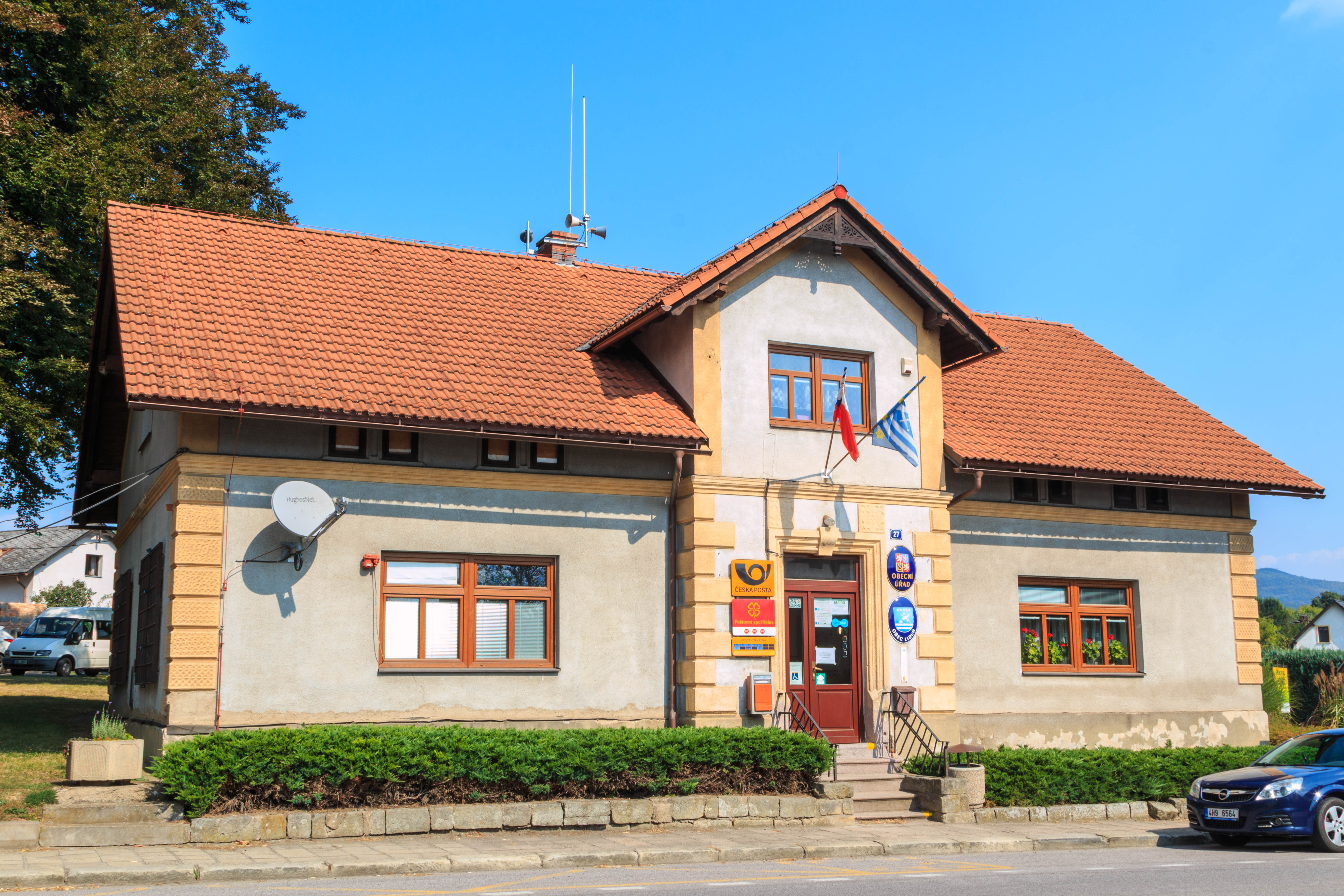
Libuň – obecní úřad
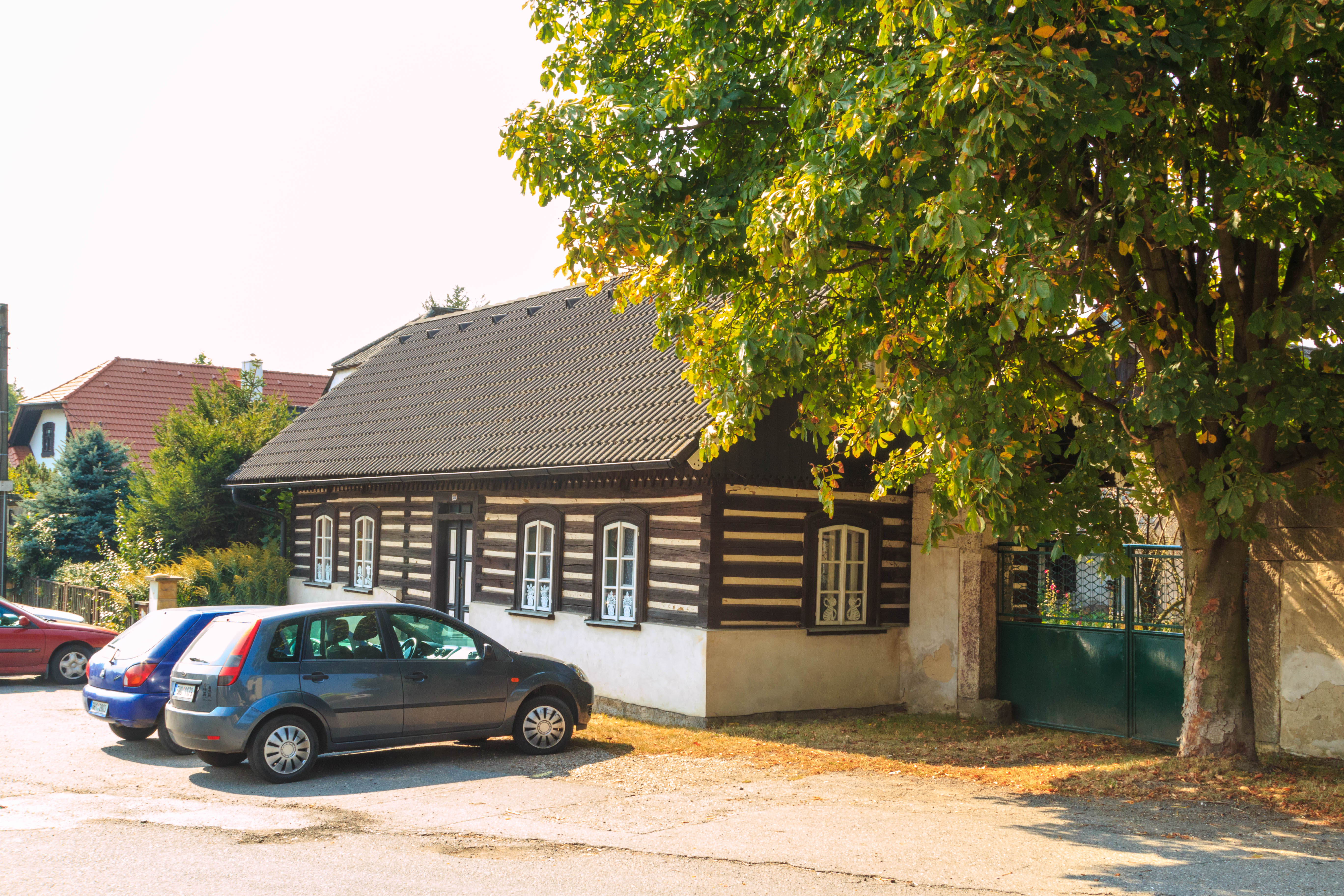
Libuň – čp. 106
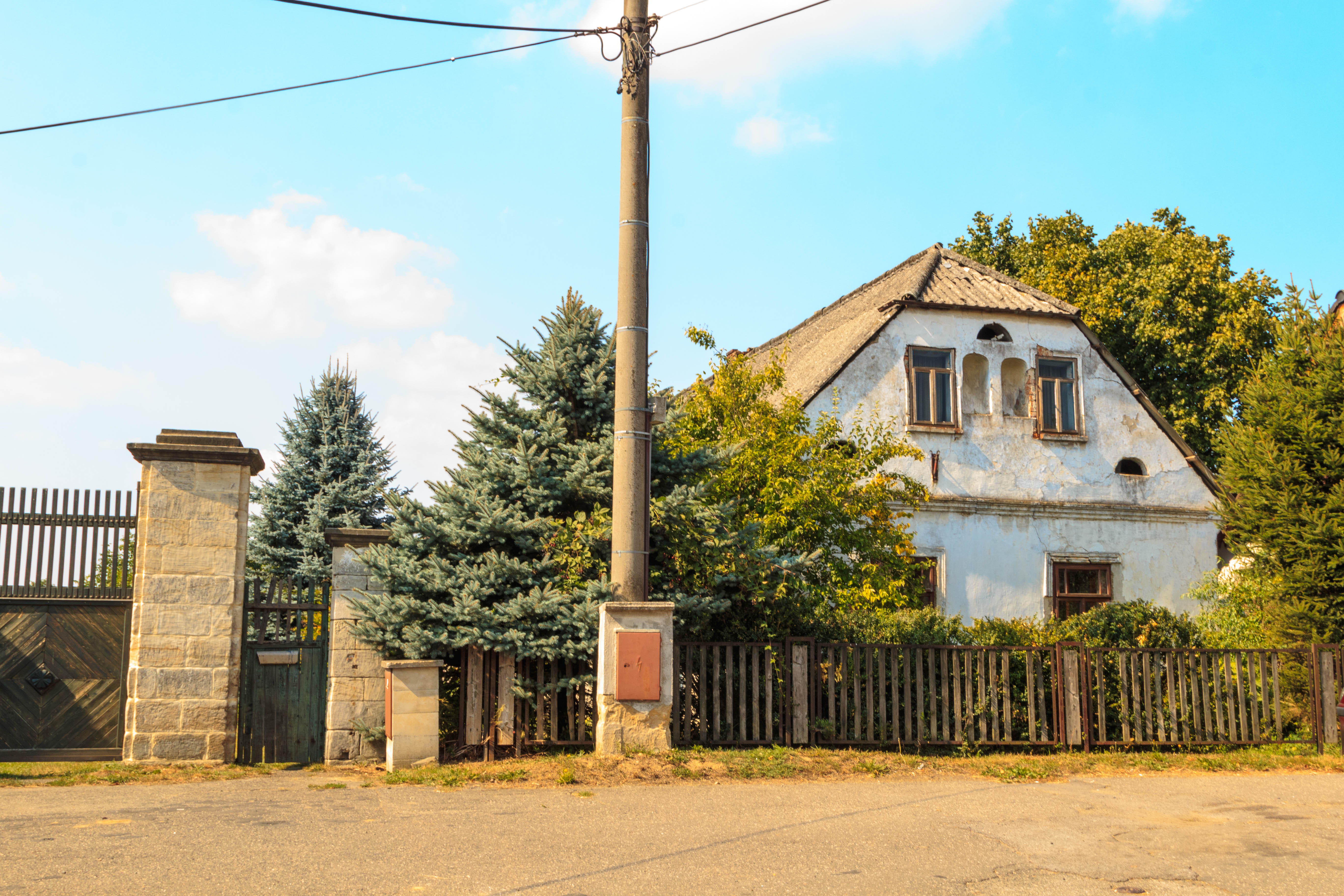
Libuň – čp. 5
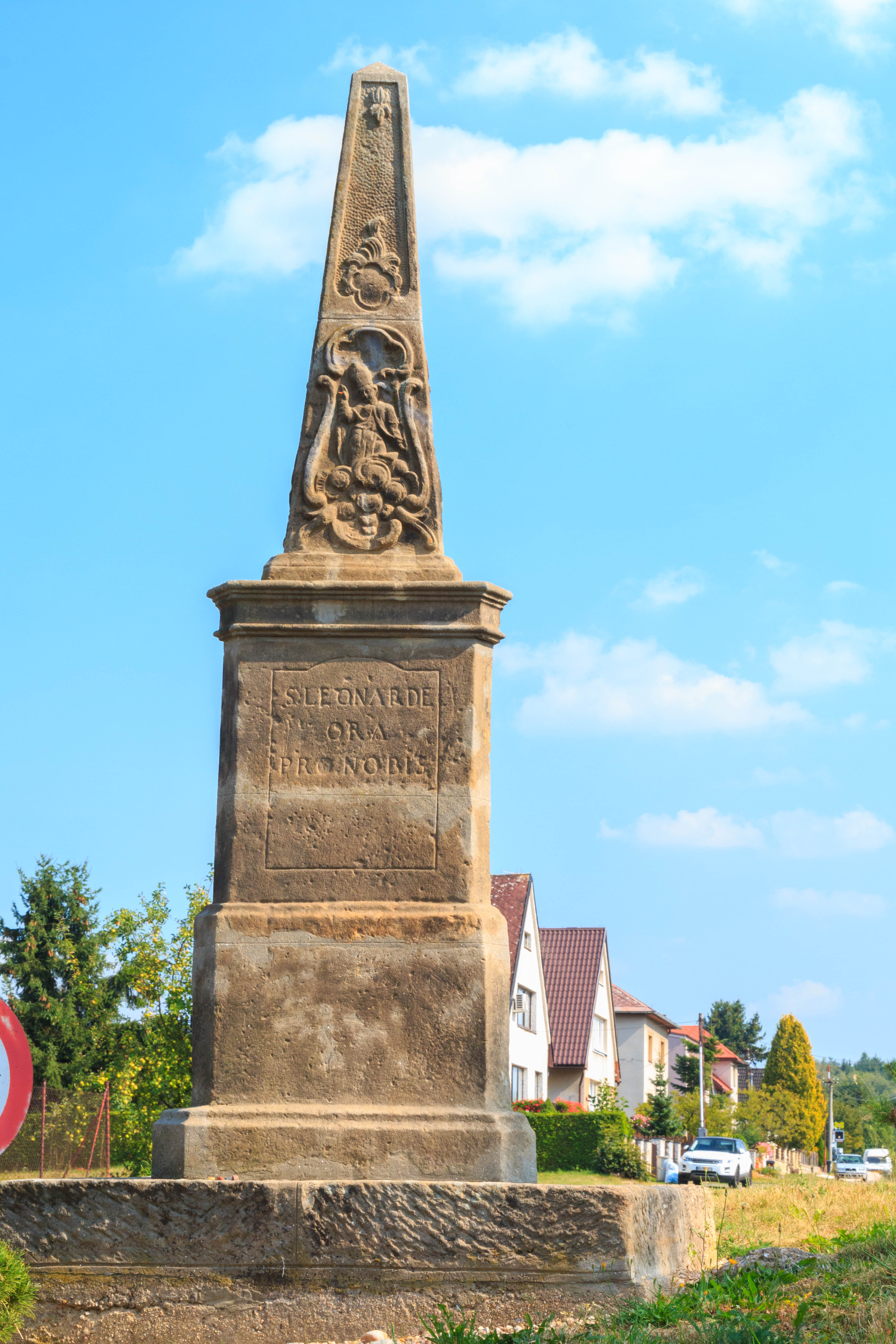
Sloup Nejsvětější Trojice v Libuni
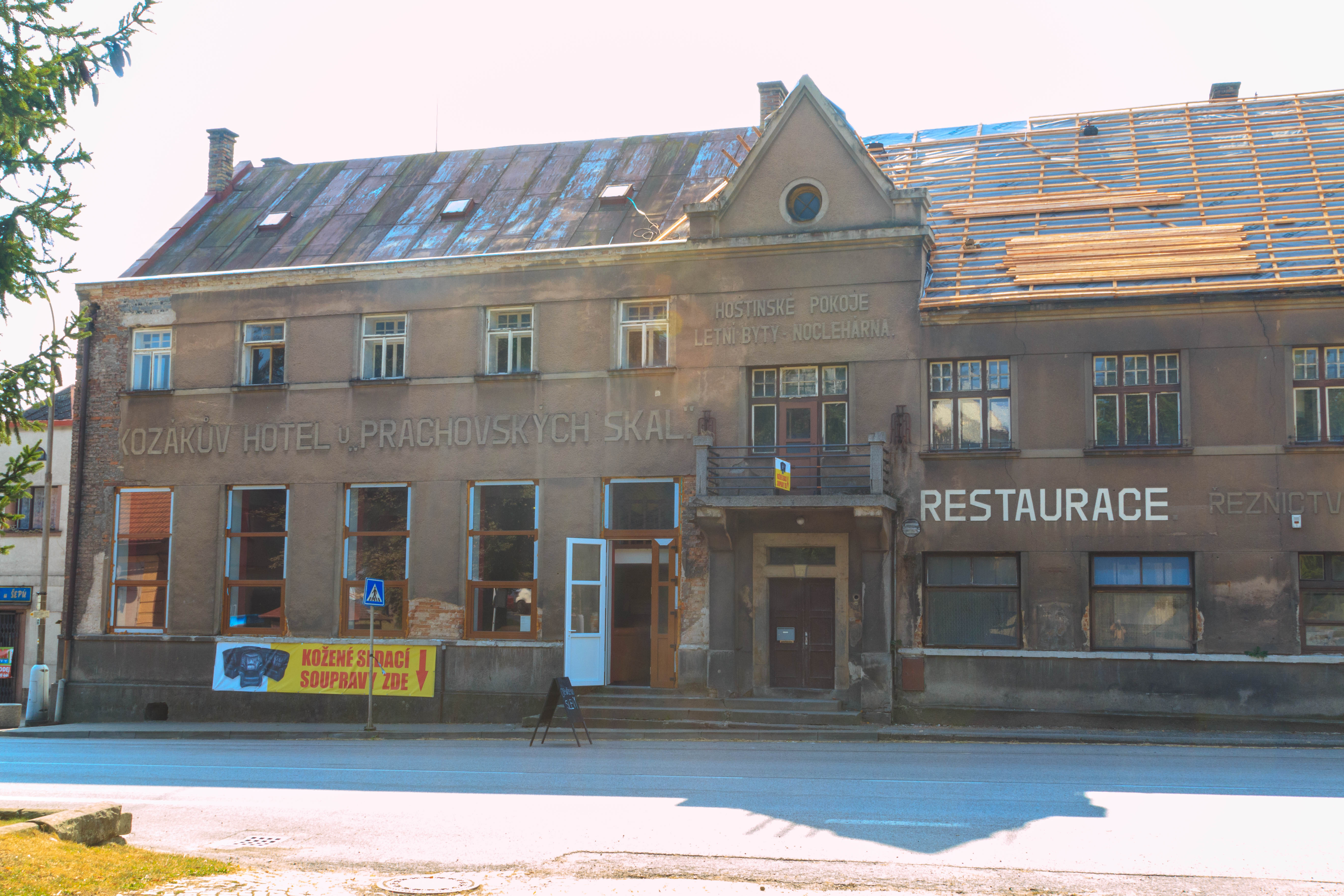